# Sträßel
Sträßel ist ein Ortsteil von Markneukirchen im sächsischen Vogtlandkreis.

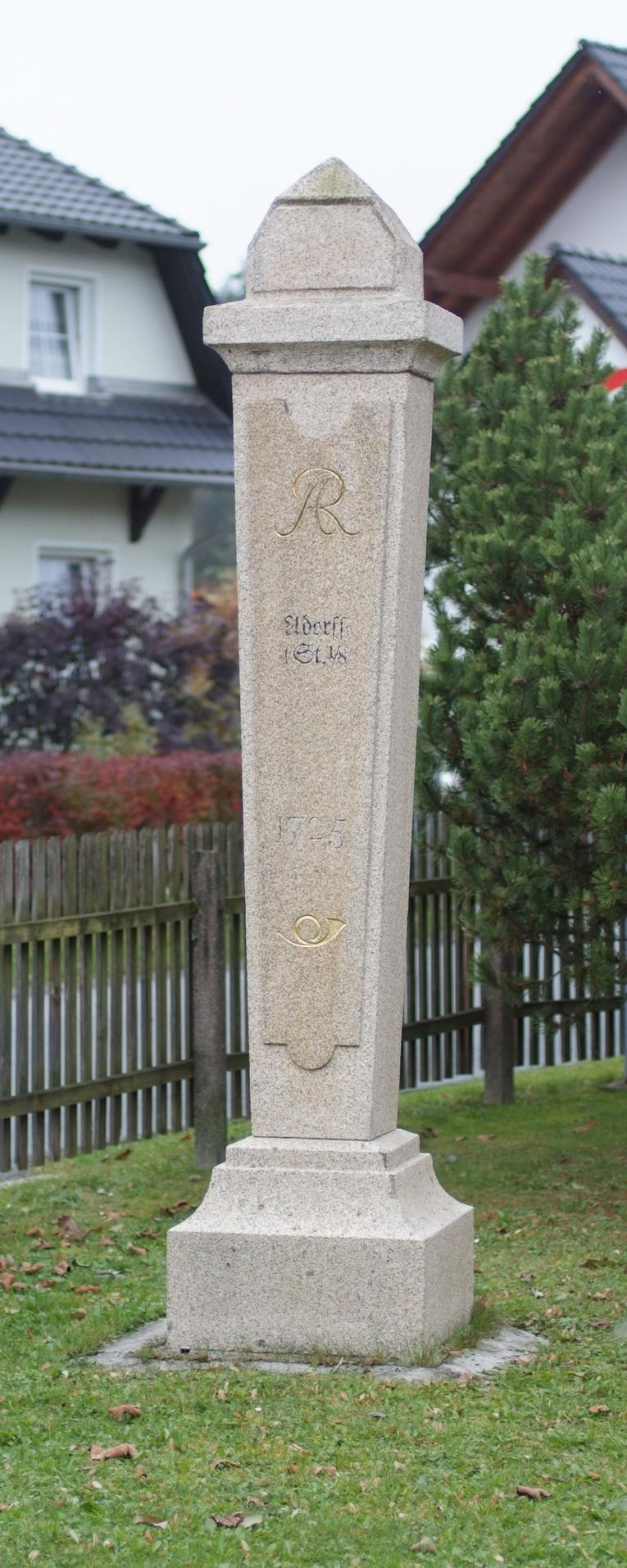
Kursächsische Halbmeilensäule in Sträßel
siehe auch: Postmeilensäule Sträßel

## Geographie
Die Häuslerzeile Sträßel liegt auf der Straße von Remtengrün nach Schönlind südlich von Siebenbrunn in einem Waldgebiet im äußersten Süden des Vogtlandes und des Vogtlandkreises im Naturraum Vogtland. Bei der genannten Straße handelt es sich um die Alte Egerer Poststraße. Südlich von Sträßel fließt der Jüdenlohbach.

## Geschichte
Sträßel wurde spätestens erstmals nach 1816 als Sträßel b. Markneukirchen erwähnt. Spätere Nennungen sind Strässel (1821 – 31) und Sträßel (Straßenhäuser) 1875. Die Siedlung gehörte zur Amtshauptmannschaft Oelsnitz, dem (Land-)Kreis Klingenthal und dem Vogtlandkreis. Seit jeher gehörte die kleine Siedlung zu Siebenbrunn, bis dieses 1950 nach Markneukirchen eingemeindet wurde. Zusammen bilden sie die Ortschaft Siebenbrunn-Sträßel der Stadt Markneukirchen.
Sträßel war zunächst nach Adorf/Vogtl. gepfarrt, gehört aber seit 1929 zur Kirchgemeinde Markneukirchen.
| Jahr          | 1852 | 1871 | 1890 |
| ------------- | ---- | ---- | ---- |
| Einwohnerzahl | 79   | 97   | 108  |

## Belege
1. 1 2  Sträßel – HOV | ISGV. Abgerufen am 18. Dezember 2023.
2. ↑  Weitere Ortsteile - Wohnen & Leben - Bürger & Stadt - Markneukirchen. Abgerufen am 18. Dezember 2023.